# NK Vrbanja
NK Vrbanja je nogometni klub iz Vrbanje.  U sezoni 2021./22. se natječe u 1. ŽNL Vukovarsko-srijemska.

## Stadion
Stadion: "Željko Čekić"

## Povijest
Klub je osnovan 1932. godine pod imenom NK Krajišnik Vrbanja.

### Plasmani kluba kroz povijest
| Sezona      | Liga                                         | Plasman               |
| ----------- | -------------------------------------------- | --------------------- |
| 1958./59.   | 2. razred NP Vinkovci (Grupa 1)              | 2. mjesto             |
| 1960./61.   |                                              |                       |
| 1961./62.   |                                              |                       |
| 1962./63.   |                                              |                       |
| 1963./64.   | Podsavezna nogometna liga NP Vinkovci        | 6. mjesto             |
| 1964./65.   | Podsavezna nogometna liga NP Vinkovci        | 12. mjesto            |
| 1965./66.   |                                              |                       |
| 1966./67.   | Grupno prvenstvo NP Vinkovci (Grupa 3)       | 8. mjesto             |
| 1967./68.   | Grupno prvenstvo NP Vinkovci (Grupa 3)       | 2. mjesto             |
| 1968./69.   |                                              |                       |
| 1969./70.   | Podsavezna nogometna liga NP Vinkovci        | 5. mjesto             |
| 1970./71.   | Područna nogometna liga NSP Vinkovci         | 10. mjesto            |
| 1971./72.   | Područna nogometna liga NSP Vinkovci         | 12. mjesto            |
| 1972./73.   | Područna nogometna liga NSP Vinkovci         | 6. mjesto             |
| 1973./74    | Područna nogometna liga NSP Vinkovci         | 16. mjesto            |
| 1974./75.   |                                              |                       |
| 1975./76.   |                                              |                       |
| 1976./77.   |                                              |                       |
| 1977./78.   | Liga NSO Županja                             | 10. mjesto            |
| 1978./79.   | Liga NSO Županja                             | 6. mjesto             |
| 1979./80.   | Liga NSO Županja                             | 11. mjesto            |
| 1980./81.   | Liga NSO Županja                             | 12. mjesto            |
| 1981./82.   | Liga NSO Županja                             | 9. mjesto             |
| 1982./83.   | Liga NSO Županja                             | 9. mjesto             |
| 1983./84.   | Liga NSO Županja                             | 6. mjesto             |
| 1984./85.   | Liga NSO Županja                             | 5. mjesto             |
| 1985./86.   | Liga NSO Županja                             | 8. mjesto             |
| 1986./87.   | Liga NSO Županja                             | 2. mjesto             |
| 1987./88.   | Liga NSO Županja                             | 7. mjesto             |
| 1988./89.   |                                              |                       |
| 1989./90.   |                                              |                       |
| 1990./91.   |                                              |                       |
| 1991./92.   | klub se nije natjecao                        | klub se nije natjecao |
| 1992./93.   |                                              |                       |
| 1993./94.   |                                              |                       |
| 1994./95.   |                                              |                       |
| 1995./96.   |                                              |                       |
| 1996./97.   |                                              |                       |
| 1997./98.   | 1. ŽNL Vukovarsko-srijemska                  | 11. mjesto            |
| 1998./99.   | 1. ŽNL Vukovarsko-srijemska (Grupa "B")      | 3. mjesto             |
| 1999./2000. | 1. ŽNL Vukovarsko-srijemska (Grupa "B")      | 3. mjesto             |
| 2000./01.   | 1. ŽNL Vukovarsko-srijemska (Grupa "B")      | 5. mjesto             |
| 2001./02.   | 1. ŽNL Vukovarsko-srijemska                  | 12. mjesto            |
| 2002./03.   | 2. ŽNL Vukovarsko-srijemska (Grupa "B" jug)  | 2. mjesto             |
| 2003./04.   | 2. ŽNL Vukovarsko-srijemska (Grupa "B" jug)  | . mjesto              |
| 2004./05.   | 2. ŽNL Vukovarsko-srijemska (Grupa "B" jug)  | 4. mjesto             |
| 2005./06.   | 2. ŽNL Vukovarsko-srijemska (Grupa "B" jug ) | 3. mjesto             |
| 2006./07.   | 2. ŽNL Vukovarsko-srijemska (NS Županja)     | 2. mjesto             |
| 2007./08.   | 2. ŽNL Vukovarsko-srijemska (NS Županja)     | 2. mjesto             |
| 2008./09.   | 2. ŽNL Vukovarsko-srijemska (NS Županja)     | 1. mjesto             |
| 2009./10.   | 1. ŽNL Vukovarsko-srijemska                  | 12. mjesto            |
| 2010./11.   | 1. ŽNL Vukovarsko-srijemska                  | 14. mjesto            |
| 2011./12.   | 1. ŽNL Vukovarsko-srijemska                  | 4. mjesto             |
| 2012./13.   | 1. ŽNL Vukovarsko-srijemska                  | 1. mjesto             |
| 2013./14.   | MŽNL Osijek – Vinkovci                       | 14.                   |
| 2014./15.   | MŽNL Osijek – Vinkovci                       | 9. mjesto             |
| 2015./16.   | 1. ŽNL Vukovarsko-srijemska                  | 8. mjesto             |
| 2016./17.   | 1. ŽNL Vukovarsko-srijemska                  | 11. mjesto            |
| 2017./18.   | 1. ŽNL Vukovarsko-srijemska                  | 8. mjesto             |
| 2018./19.   | 1. ŽNL Vukovarsko-srijemska                  | 12. mjesto            |
| 2019./20.   | 1. ŽNL Vukovarsko-srijemska                  | 15. mjesto            |
| 2020./21.   | 1. ŽNL Vukovarsko-srijemska                  | 2. mjesto             |